# Bidvest Wits Football Club
Il Bidvest Wits Football Club è stata una società calcistica sudafricana con sede nella cittadina di Braamfontein, nei pressi di Johannesburg.

## Rosa 2015-2016
| N. |                          | Ruolo | Calciatore         |
| -- | ------------------------ | ----- | ------------------ |
| 1  | Sudafrica (bandiera)     | P     | Thakasani Mbanjwa  |
| 2  | Sudafrica (bandiera)     | D     | Nazeer Allie       |
| 3  | Sudafrica (bandiera)     | D     | Thulani Hlatshwayo |
| 4  | Sudafrica (bandiera)     | D     | Bongani Khumalo    |
| 5  | Sudafrica (bandiera)     | D     | Markus Lecki       |
| 6  | Namibia (bandiera)       | C     | Wangu Gome         |
| 7  | Sudafrica (bandiera)     | C     | Daine Klate        |
| 9  | Nuova Zelanda (bandiera) | A     | Kris Bright        |
| 10 | Sudafrica (bandiera)     | C     | Sibusiso Vilakazi  |
| 11 | Mozambico (bandiera)     | C     | Domingues          |
| 12 | Sudafrica (bandiera)     | C     | Vincent Pule       |
| 13 | Sudafrica (bandiera)     | D     | Sifiso Hlanti      |
| 14 | Sudafrica (bandiera)     | C     | Keaghan Jacobs     |
| 15 | Sudafrica (bandiera)     | D     | Buhle Mkhwanazi    |
| 16 | Sudafrica (bandiera)     | P     | Moeneeb Josephs    |
| 17 | Burundi (bandiera)       | C     | Faty Papy          |
| 19 | Namibia (bandiera)       | A     | Henrico Botes      |

| N. |                        | Ruolo | Calciatore                |
| -- | ---------------------- | ----- | ------------------------- |
| 20 | Sudafrica (bandiera)   | D     | Siyabonga Nhlapo          |
| 22 | Sudafrica (bandiera)   | C     | Jabulani Shongwe          |
| 23 | Sudafrica (bandiera)   | C     | Abednigo Mosiatlhaga      |
| 24 | Zimbabwe (bandiera)    | D     | Onismor Bhasera           |
| 25 | Sudafrica (bandiera)   | A     | Calvin Kadi               |
| 26 | Sudafrica (bandiera)   | C     | Paseka Sekese             |
| 27 | Sudafrica (bandiera)   | C     | Phakamani Mahlambi        |
| 28 | Inghilterra (bandiera) | A     | James Keene               |
| 29 | Sudafrica (bandiera)   | C     | Dillon Sheppard           |
| 30 | Sudafrica (bandiera)   | C     | Ben Motshwari             |
| 31 | Portogallo (bandiera)  | A     | Jucie Lupeta              |
| 34 | Sudafrica (bandiera)   | C     | Liam Jordan               |
| 36 | Sudafrica (bandiera)   | P     | Jethren Barr              |
| 38 | Sudafrica (bandiera)   | D     | Tebogo Moerane            |
| 40 | Sudafrica (bandiera)   | P     | Jean-Pierre van der Merwe |
| 41 | Sudafrica (bandiera)   | C     | Phumlani Ntshangase       |
| 45 | Sudafrica (bandiera)   | A     | Somila Ntsundwana         |

## Rosa 2014-2015
| N. |                        | Ruolo | Calciatore          |
| -- | ---------------------- | ----- | ------------------- |
| 2  | Paesi Bassi (bandiera) | D     | Kees Kwakman        |
| 3  | Sudafrica (bandiera)   | D     | Thulani Hlatshwayo  |
| 5  | Georgia (bandiera)     | C     | Giorgi Nergadze     |
| 6  | Sudafrica (bandiera)   | C     | Jabulani Shongwe    |
| 9  | Sudafrica (bandiera)   | A     | Calvin Kadi         |
| 10 | Sudafrica (bandiera)   | C     | Sibusiso Vilakazi   |
| 11 | Zambia (bandiera)      | A     | Christopher Katongo |
| 12 | Sudafrica (bandiera)   | C     | Vincent Pule        |
| 13 | Sudafrica (bandiera)   | C     | Sameehg Doutie      |
| 15 | Sudafrica (bandiera)   | D     | Buhle Mkhwanazi     |
| 16 | Sudafrica (bandiera)   | P     | Moeneeb Josephs     |
| 17 | Burundi (bandiera)     | C     | Faty Papy           |
| 19 | Sudafrica (bandiera)   | A     | Sthembiso Ngcobo    |
| 20 | Sudafrica (bandiera)   | C     | Siyabonga Nhlapo    |
| 21 | Namibia (bandiera)     | A     | Henrico Botes       |
| 22 | Sudafrica (bandiera)   | D     | Sandile Zuke        |
| 23 | Etiopia (bandiera)     | A     | Getaneh Kebede      |
| 24 | Zimbabwe (bandiera)    | D     | Onismor Bhasera     |

| N. |                        | Ruolo | Calciatore          |
| -- | ---------------------- | ----- | ------------------- |
| 25 | Sudafrica (bandiera)   | P     | Rowen Fernández     |
| 29 | Sudafrica (bandiera)   | C     | Dillon Sheppard     |
| 30 | Sudafrica (bandiera)   | C     | Ben Motshwari       |
| 33 | Sudafrica (bandiera)   | C     | Yussuf Jappie       |
| 36 | Sudafrica (bandiera)   | P     | Boalefa Pule        |
| 37 | Sudafrica (bandiera)   | A     | Lucky Setelele      |
| 38 | Sudafrica (bandiera)   | D     | Tebogo Moerane      |
| 39 | Sudafrica (bandiera)   | D     | Kwena Kubyane       |
| 40 | Sudafrica (bandiera)   | C     | Tshidiso Monamodi   |
| 41 | Sudafrica (bandiera)   | C     | Phumlani Ntshangase |
| 42 | Sudafrica (bandiera)   | D     | Saki Ncwadi         |
| 43 | Sudafrica (bandiera)   | C     | Siyabulela Mose     |
| 44 | Sudafrica (bandiera)   | D     | Markus Lecki        |
| 45 | Sudafrica (bandiera)   | D     | Lukhele Mdluli      |
| 46 | Sudafrica (bandiera)   | P     | Jethren Barr        |
| 47 | Sudafrica (bandiera)   | P     | Thakasani Mbanjwa   |
| 50 | Sudafrica (bandiera)   | C     | Paseka Sekese       |
|    | Inghilterra (bandiera) | A     | James Keene         |

## Palmarès

### Competizioni nazionali
- Campionato sudafricano: 1

2016-2017
- Coppa del Sudafrica: 1

2009-2010
- Coppa di Lega sudafricana: 3

1985, 1995, 2017
- MTN 8: 3

1984, 1995, 2016

### Competizioni giovanili
- Reserve League: 1

2019-2020

### Altri piazzamenti
- Campionato sudafricano:

Secondo posto: 2015-2016
Terzo posto: 1991-1992, 2013-2014, 2014-2015, 2018-2019
- Coppa del Sudafrica:

Finalista: 2013-2014
- Coppa di Lega sudafricana:

Semifinalista: 2018